# Tänk på barnen

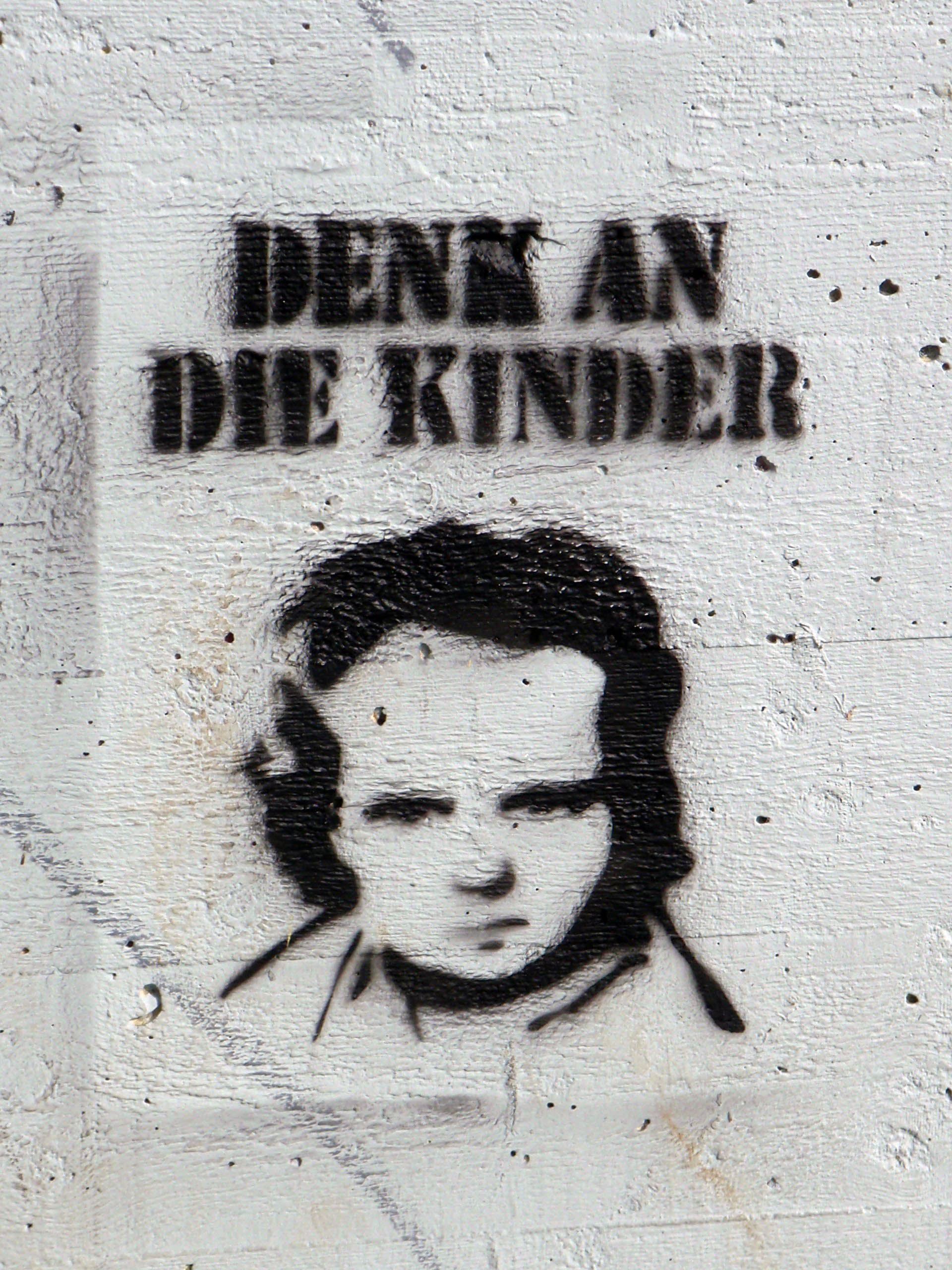
En tysk schablonmålning ('tänk på barnen').

"Tänk på barnen" är en kliché som används som en retorisk taktik. Den handlar till synes om barns rättigheter, exempelvis när man diskuterar barnarbete. I debatter används det oftast som en vädjan om att förbarma sig, vilket gör det till ett argumentationsfel.
Argumentationstaktiken att hänvisa till "tänk på barnen" anses bland annat användas av (social)konservativa företrädare. Även politiker med socialliberal framtoning har förknippats med "tänk på barnen"-resonemang.